# Tigranes VI
Tigranes VI (orm:Տիգրան) (ur. przed 30, zm. po 63) - król Armenii Większej w latach 60-63, prawnuk Heroda Wielkiego.
Był synem Aleksandra II, wnuka Heroda Wielkiego; bratankiem Tigranesa V. Przez swoją babkę ojczystą Glafirę był prawnukiem Archelaosa, króla Kapadocji.
Przez długi okres przebywał w Rzymie w charakterze królewskiego zakładnika, co wpłynęło na wykształcenie się w Tigranesie daleko idącej uległości, którą rzymski historyk Tacyt porównywał do uległości niewolnika.
W 60 roku z woli cesarza Nerona został królem Armenii Większej. Nominację tę umożliwiło zwycięstwo Gnejusza Domicjusza Korbulona nad partyjskim pretendentem Tiridatesem I. Tigranes VI otrzymał do dyspozycji garnizon liczący tysiąc legionistów, trzy auxiliarne kohorty i dwa oddziały jazdy.
W 61 roku najechał sąsiednie królestwo Adiabene, rządzone przez Monobazesa II, wasala króla partyjskiego. Partowie uznali to za naruszenie warunków pokoju i zaatakowali Armenię. Partyjski władca Wologazes I obległ Tigranocertę, skutecznie bronioną przez Tigranesa. Przysłani na pomoc Tigranesowi Rzymianie zimą z 61 na 62 roku przebywali w Kapadocji.
W 62 roku rzymski dowódca Cezeniusz Petus zobowiązał się, że Armenia zostanie zwrócona Tiridatesowi, który w 63 roku objął rządy, a w 66 roku został zatwierdzony na tronie przez cesarza Nerona.
Dalsze losy Tigranesa VI nie są znane. Miał syna Aleksandra IV oraz przypuszczalnie córkę Julię, znaną z inskrypcji z Falerii.